# Ерика Зафирова
Ерика Зафирова е българска състезателка по художествена гимнастика, златен олимпийски медалист от Токио 2020.
Ерика е бронзова медалистка и сребърна медалистка от световното първенство в Баку през 2019 година – на 5 топки и в ансамбъла. Златна и сребърна медалистка от европейското първенство във Варна през 2021 година – на 5 топки и също така на 3 обръча и 4 чифта бухалки.
Започва да тренира художествена гимнастика на 7 -годишна възраст в град Кюстендил. През 2009 година с родителите си се премества в Бургас. Там тренира в клуб „Олимпия 74“ и неин треньор е Петя Монева.Последният треньор на Ерика Зафирова е Белла Маркова.През 2019 влиза в българския ансамбъл, като заменя оттеглилата се заради контузия Елена Бинева. 
След златния медал от олимпиадата в Токио, Ерика Зафирова води множество мастър-класове в България и чужбина, участва в благотворителни инициативи и е чест гост на събития на Българска федерация по художествена гимнастика, заедно със съотборничките си. Освен това тя споделя видеа с комплекси за поддържане на добра спортна форма в домашни условия.
През 2024 г. излиза документален филм, който проследява последните седмици от подготовката на Диамантения ансамбъл, преди да изкачи олимпийския връх.
След олимпиадата Диамантените момичета създават и своя марка - "ДиамантиТЕ"/ "The Dimonds".
Майката на Ерика също е художествена гимнастичка.
Ерика Зафирова е почетен гражданин на София и град Кюстендил (2021)